# Lisia Wólka (gmina)
Lisia Wólka  (lub Lisiawólka, od 1921 Wohyń) – dawna gmina wiejska na Lubelszczyźnie. Siedzibą władz gminy była Lisia Wólka, a następnie Bezwola.
Gmina Lisia Wólka była jedną z 15 gmin wiejskich powiatu radzyńskiego guberni siedleckiej. Jednostka należała do sądu gminnego okręgu IV w Białej. W jej skład wchodziły wsie Bezwola, Bojanówka, Dąbrowa, Fijałki, Grabówka, Górne, Lisiawólka, Okalew, Siedlanów, Sosnówka, Stasinów, Ustrzesz, Wilczysko, osada miejska Wohyń, Wohyń-Wójtostwo, Wymyśle, Zbulitów Mały i Zbulitów Wielki. Gmina miała 18829 mórg obszaru i liczyła 5250 mieszkańców (1867 rok). 13 stycznia 1870 do gminy przyłączono pozbawiony praw miejskich Wohyń. 
W 1919 roku gmina Lisiawólka weszła w skład polskiego woj. lubelskiego. 26 sierpnia 1921 roku gminę przemianowano na gmina Wohyń.